# Odynerus satyrus
Odynerus satyrus är en stekelart som först beskrevs av Cameron.  Odynerus satyrus ingår i släktet lergetingar, och familjen Eumenidae. Inga underarter finns listade i Catalogue of Life.